# Jumemiru cubasza
A Jumemiru cubasza (夢見るつばさ) a Scandal japán együttes negyedik nagykiadós kislemeze (összességében a hetedik), egyben a Best Scandal című stúdióalbumuk negyedik kislemeze. A dalok szövegeit a zenekar, Hajama Aidzsi, Kubota Szacsio, Kyon és Kuramocsi Juki írta. A dal klipjét Hirosi Sinagava rendezte, aki repülőgép-pilótaként meg is jelenik benne. A korong a tizenkettedik helyen mutatkozott be az Oricon slágerlistáján az 5850 eladott példányával. A lemezből összesen 7450 példány kelt el Japánban. A Billboard Hot 100 listáján a tizennegyedik helyezést érte el.
A lemezen található Daydream című dal a Judy and Mary nevű együttes hasonló című számának feldolgozása, míg a Jumemiru cubasza a Hillbilly Bops 1988-as Jumemiru koro vo szugitemo című számának válaszdala, melyet a Sunkan Sentimental kislemezükön feldolgoztak.

## Megjelenése a médiában
A kislemez címadó dalát az NTV japán televíziós csatorna Ongaku szensi Music Fighter című műsorának nyitófőcím dala volt 2009 októberében, míg a BEAUTeen!! szintén az NTV Bukacu no tensi című sorozatának főcímdala volt 2009 augusztusában és szeptemberében. A Daydream a Judy and Mary együttes Judy and Mary 15th Anniversary Tribute Album tribute albumán is szerepel.

## Számlista
| CD (ESCL-3292) | CD (ESCL-3292)                                                | CD (ESCL-3292)                         | CD (ESCL-3292)  | CD (ESCL-3292)                   | CD (ESCL-3292) | CD (ESCL-3292) | CD (ESCL-3292) | CD (ESCL-3292) | CD (ESCL-3292) |
| #              | Cím                                                           | Dalszöveg                              | Zene            | Hangszerelő                      | Hossz          |                |                |                |                |
| -------------- | ------------------------------------------------------------- | -------------------------------------- | --------------- | -------------------------------- | -------------- | -------------- | -------------- | -------------- | -------------- |
| 1.             | Jumemiru cubasza (夢見るつばさ)                               | Scandal, Hajama Aidzsi, Kubota Szacsio | Kubota Szacsio  | Hosi Kacu                        | 3:47           |                |                |                |                |
| 2.             | BEAUTeen!!                                                    | Ogava Tomomi, Kyon                     | Nisikava Nigiki | Nisikava Nigiki, Mijanaga Dzsiro | 3:43           |                |                |                |                |
| 3.             | Daydream                                                      | Yuki                                   | Onda Josihito   | Iidzsima Ken                     | 4:07           |                |                |                |                |
| 4.             | Jumemiru cubasza (Instrumental) (夢見るつばさ (Instrumental)) | –                                      | Kubota Szacsio  | Hosi Kacu                        | 3:47           |                |                |                |                |
| 5.             | BEAUTeen!! (Instrumental)                                     | –                                      | Nisikava Nigiki | Nisikava Nigiki, Mijanaga Dzsiro | 3:42           |                |                |                |                |
| 19:06          |                                                               |                                        |                 |                                  |                |                |                |                |                |